# Arcidiocesi di Perth

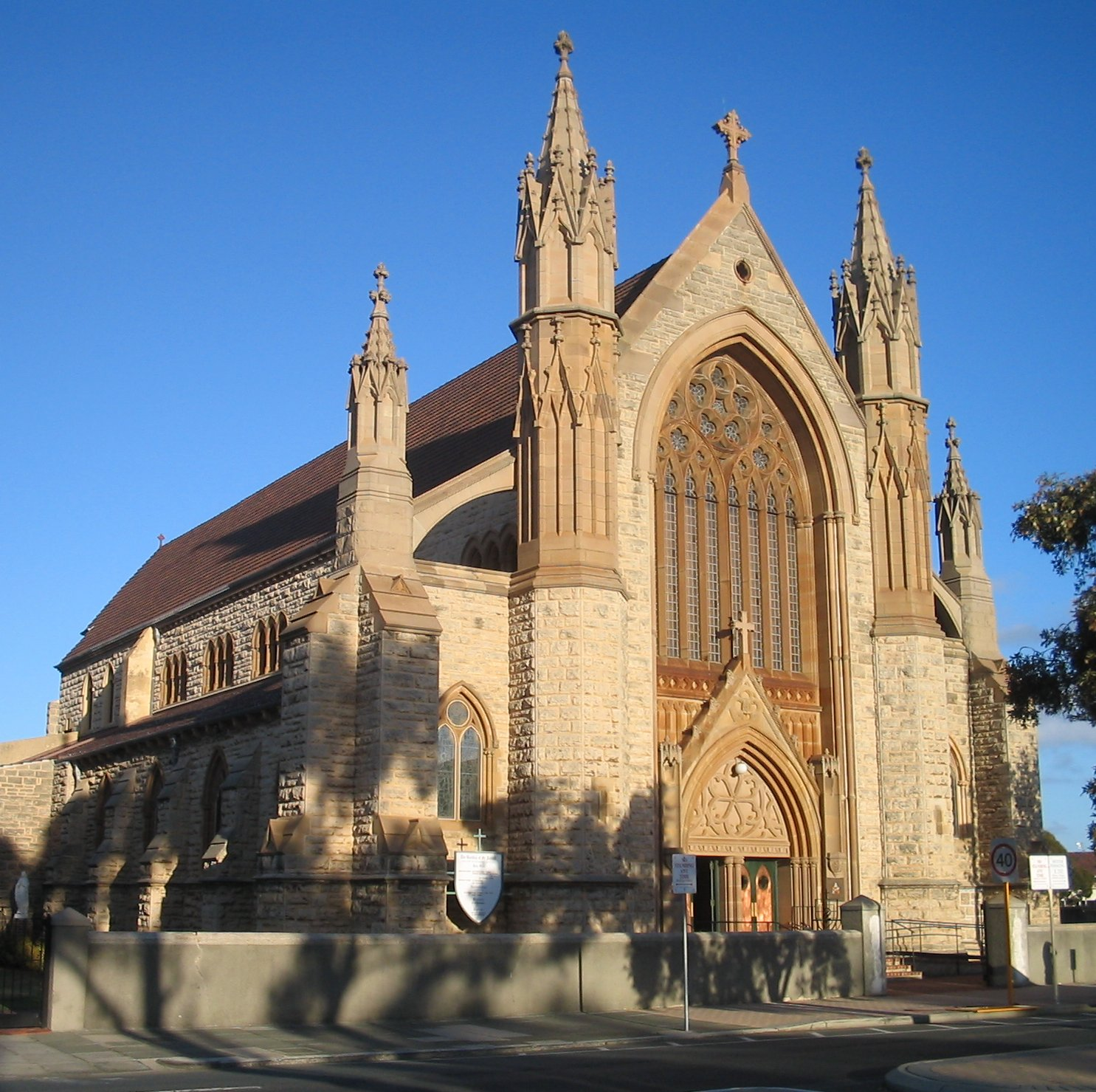
La basilica minore di San Patrizio a Fremantle.

L'arcidiocesi di Perth (in latino Archidioecesis Perthensis) è una sede metropolitana della Chiesa cattolica in Australia. Nel 2023 contava 527.450 battezzati su 2.114.911 abitanti. È retta dall'arcivescovo Timothy Costelloe, S.D.B.

## Territorio
L'arcidiocesi comprende la parte meridionale dello stato australiano dell'Australia Occidentale, ad eccezione del lembo sud-occidentale. L'arcidiocesi ha giurisdizione anche sull'isola di Natale, le isole Cocos e le isole Heard e McDonald.
Sede arcivescovile è la città di Perth, dove si trova la cattedrale dell'Immacolata Concezione. A Fremantle sorge la basilica minore di San Patrizio.
Il territorio è suddiviso in 109 parrocchie.

### Provincia ecclesiastica
La provincia ecclesiastica di Perth, istituita nel 1913, comprende 3 suffraganee:
- la diocesi di Broome, eretta come vicariato apostolico di Kimberley nel 1887, elevato al rango di diocesi nel 1966;
- la diocesi di Geraldton, eretta nel 1898;
- la diocesi di Bunbury, eretta nel 1954.

## Storia
La diocesi di Perth fu eretta il 6 maggio 1845 con il breve Universo dominico di papa Gregorio XVI, ricavandone il territorio dall'arcidiocesi di Sydney, di cui era originariamente suffraganea. Con la stessa bolla furono eretti anche i vicariati apostolici di Essington (oggi diocesi di Darwin), nel Territorio del Nord, e di Sonde, sulla costa meridionale dell'Australia Occidentale, dati in amministrazione ai vescovi di Perth, fino alla loro erezione in diocesi.
Nel 1847 cessò l'amministrazione dei vescovi di Perth sul vicariato apostolico di Essington, elevato al rango di diocesi, e sul vicariato apostolico di Sonde, che fu soppresso, e il cui territorio fu in parte incorporato nella diocesi di Perth.
Il 12 marzo 1867 cedette una porzione del suo territorio a vantaggio dell'erezione dell'abbazia territoriale di New Norcia.
Il 31 marzo 1874 entrò a far parte della provincia ecclesiastica dell'arcidiocesi di Melbourne.
Il 10 maggio 1887 e il 30 gennaio 1898 cedette altre porzioni di territorio a vantaggio dell'erezione rispettivamente del vicariato apostolico di Kimberley in Australia Occidentale (oggi diocesi di Broome) e della diocesi di Geraldton.
Il 28 agosto 1913 è stata elevata al rango di arcidiocesi metropolitana.
Il 12 novembre 1954 ha ceduto un'ulteriore porzione di territorio a vantaggio dell'erezione della diocesi di Bunbury.
Il 19 febbraio 1960 acquisì la parrocchia di Southern Cross che era appartenuta all'abbazia territoriale di New Norcia, in forza del decreto Ad bonum animarum della Congregazione di Propaganda Fide.
Nel 1982 ha incorporato il territorio dell'abbazia territoriale di New Norcia, che è stata soppressa.

## Cronotassi dei vescovi
Si omettono i periodi di sede vacante non superiori ai 2 anni o non storicamente accertati.
- John Brady † (9 maggio 1845 - 3 dicembre 1871 deceduto)
- Martin Griver y Cuni † (22 luglio 1873 - 1º novembre 1886 deceduto)
- Matthew Gibney † (1º novembre 1886 succeduto - 14 maggio 1910 dimesso[3])
- Patrick Joseph Clune, C.SS.R. † (21 dicembre 1910 - 24 maggio 1935 deceduto)
- Redmond Garrett Prendiville † (24 maggio 1935 succeduto - 28 giugno 1968 deceduto)
- Launcelot John Goody † (18 ottobre 1968 - 26 ottobre 1983 ritirato)
- William Joseph Foley † (26 ottobre 1983 - 10 febbraio 1991 deceduto)
- Barry James Hickey (23 luglio 1991 - 20 febbraio 2012 ritirato)
- Timothy John Costelloe, S.D.B., dal 20 febbraio 2012

## Statistiche
L'arcidiocesi nel 2023 su una popolazione di 2.114.911 persone contava 527.450 battezzati, corrispondenti al 24,9% del totale.
| anno | popolazione | popolazione | popolazione | presbiteri | presbiteri | presbiteri | presbiteri                | diaconi | religiosi | religiosi | parrocchie |
| anno | battezzati  | totale      | %           | numero     | secolari   | regolari   | battezzati per presbitero | diaconi | uomini    | donne     | parrocchie |
| ---- | ----------- | ----------- | ----------- | ---------- | ---------- | ---------- | ------------------------- | ------- | --------- | --------- | ---------- |
| 1950 | 85.000      | 425.000     | 20,0        | 150        | 118        | 32         | 566                       |         | 98        | 967       | 68         |
| 1966 | 130.100     | 550.250     | 23,6        | 207        | 120        | 87         | 628                       |         | 104       | 1.087     | 97         |
| 1970 | 140.250     | 700.000     | 20,0        | 208        | 118        | 90         | 674                       |         | 208       | 1.019     | 99         |
| 1980 | 228.446     | 891.446     | 25,6        | 207        | 124        | 83         | 1.103                     | 3       | 194       | 1.110     | 101        |
| 1990 | 305.000     | 1.110.000   | 27,5        | 228        | 116        | 112        | 1.337                     | 1       | 202       | 693       | 107        |
| 1999 | 379.902     | 1.369.809   | 27,7        | 256        | 140        | 116        | 1.483                     | 4       | 217       | 584       | 103        |
| 2000 | 380.282     | 1.383.507   | 27,5        | 251        | 138        | 113        | 1.515                     | 2       | 209       | 652       | 103        |
| 2001 | 384.085     | 1.395.509   | 27,5        | 265        | 155        | 110        | 1.449                     | 1       | 211       | 652       | 103        |
| 2002 | 384.185     | 1.403.509   | 27,4        | 256        | 153        | 103        | 1.500                     | 1       | 164       | 482       | 103        |
| 2003 | 379.989     | 1.427.956   | 26,6        | 287        | 147        | 140        | 1.324                     | 1       | 199       | 485       | 103        |
| 2004 | 380.010     | 1.427.956   | 26,6        | 287        | 151        | 136        | 1.324                     | 1       | 193       | 503       | 103        |
| 2013 | 426.641     | 1.855.000   | 23,0        | 265        | 166        | 99         | 1.609                     | 14      | 151       | 426       | 108        |
| 2016 | 469.859     | 1.883.980   | 24,9        | 252        | 167        | 85         | 1.864                     | 13      | 129       | 365       | 108        |
| 2019 | 486.000     | 1.948.731   | 24,9        | 246        | 168        | 78         | 1.975                     | 12      | 129       | 333       | 109        |
| 2021 | 500.155     | 2.005.490   | 24,9        | 236        | 164        | 72         | 2.119                     | 12      | 109       | 310       | 109        |
| 2023 | 527.450     | 2.114.911   | 24,9        | 235        | 163        | 72         | 2.244                     | 13      | 109       | 357       | 109        |